# Іва Бартлетт
Іва Карен Бартлетт (англ. Eva Karene Bartlett) — канадська активістка та блогерка; позиціонує себе як «незалежну блогерку та правозахисницю». Відома просуванням теорій змови про громадянську війну в Сирії . Критики стверджують, що її виступи як усно, так і в пресі фактично спрямовані на підтримку сирійського уряду. Серед іншого, у своїх відеоблогах розповсюджувала інформацію про те, що сирійські рятувальники-добровольці, відомі як «Білі каски», інсценують порятунок дітей з-під завалів . Співпрацює з російським телеканалом RT . Під час російської агресії в Україні неодноразово виступала у підтримку агресора.

## Біографія
Народилася у США та виросла у Канаді. Після закінчення університету викладала англійську мову у Південній Кореї .

### Ранні роки
На початку своєї кар'єри блогера Бартлетт зосередилася на Газі .

### Громадянська війна у Сирії
Здобула скандальну популярність через відео, в якому вона стверджує, що рятувальні операції «Білих касок» — це постановки, і що одні й ті самі діти використовуються багато разів у різних відеорепортажах «Білих касок» . Хибність тверджень Бартлетт була доведена розслідуваннями Snopes.com, Channel 4 News . Заяви Бартлетт поширювалися контрольованими Росією ЗМІ, такими як RT, Sputnik News та In The Now . Бартлетт також називала «Білі каски» частиною західної пропаганди. Серед іншого, Бартлетт стверджувала, що ніхто з мешканців, зустрінутих нею в Алеппо, нічого не знав про «Білі каски». У 2017 році YouTube видалив кілька відео-роликів Бартлетт, оскільки вони були розміщені на облікових записах, «пов'язаних з російською дезінформацією».
Велику кількість переглядів отримав ролик російського державного телеканалу RT, в якому Бартлетт заявляла, нібито на виборах 2014 сирійці «переважною більшістю підтримували» Башара Асада . При цьому сайт BuzzFeed News зазначає, що ці вибори багато хто розцінив як «фіктивні».
Серед іншого, Бартлетт стверджувала, що бомбардування лікарні Аль-Кудс в Алеппо у квітні 2016 року, внаслідок якого загинули 55 людей, насправді не було, а повідомлення про нього — це пропаганда сирійської опозиції.
У двох звітах про російську кампанію дезінформації під час громадянської війни в Сирії (Атлантичної ради та неурядової організації The Syria Campaign) стверджувалося, що Бартлетт була частиною мережі, створеної для дискредитації «Білих касок» та приховування військових злочинів режиму Асада.

### Північна Корея
Бартлетт здійснила в поїздку до Північної Кореї за рахунок уряду КНДР, після чого висловила думку, що висвітлення КНДР у західних ЗМІ спрямоване на те, щоб «заручитися підтримкою ще одного масового вбивства безневинних людей під керівництвом Америки» .